# Selección femenina de baloncesto sub-16 de la Unión Soviética
La selección femenina de baloncesto sub-16 de la Unión Soviética era un equipo nacional de baloncesto de la Unión Soviética. Representó al país en competiciones internacionales de baloncesto femenino menores de 16 (menores de 16 años), hasta la disolución de la Unión Soviética en 1991. Después de 1992, los países sucesores establecieron sus propios equipos nacionales.

## Participaciones

### Campeonato Europeo Sub-16
| Año   | Pos.              | PJ | G  | P |
| ----- | ----------------- | -- | -- | - |
| 1976  | Medalla de oro    | 7  | 7  | 0 |
| 1978  | Medalla de oro    | 9  | 9  | 0 |
| 1980  | Medalla de oro    | 8  | 8  | 0 |
| 1982  | Medalla de oro    | 7  | 6  | 1 |
| 1984  | Medalla de oro    | 7  | 6  | 1 |
| 1985  | Medalla de oro    | 7  | 7  | 0 |
| 1987  | Medalla de oro    | 7  | 7  | 0 |
| 1989  | Medalla de bronce | 7  | 6  | 1 |
| 1991  | Medalla de oro    | 7  | 6  | 1 |
| Total | 9/9               | 66 | 62 | 4 |